# Participant Identification Code
Der Participant Identification Code, Abkürzung PIC, deutsch Teilnehmeridentifizierungscode oder kurz Teilnehmercode ist eine neunstellige Nummer, die die Europäische Union (EU) auf Antrag an juristische Personen vergibt, die Forschungsgelder der EU beantragen möchten. Unter dieser Nummer werden die wesentlichen Angaben zu der juristischen Person technisch in der Unique Registration Facility erfasst, dem Einheitlichen interaktiven Regierungssystem mit Internetschnittstelle zur Hinterlegung der Daten durch die Teilnehmer. Für jede juristische Person darf nur eine Nummer vergeben werden.
Bei der Stellung von Einzelanträgen auf Forschungsförderung, die inzwischen ausschließlich Online im Participant Portal der EU erfolgen dürfen, wird die Eingabe der PIC zwingend verlangt, die Eingabe ersetzt aber auch die Eingabe der ganzen vielfältigen administrativen Angaben zu der antragstellenden juristischen Person. Nach Eingabe der PIC sind also nur noch die projektspezifischen Angaben zu machen. Eingeführt wurde das Verfahren einer Teilnehmerdatenbank gespeist durch internetbasierte Datenerfassung durch Eigenangaben für das 7. Forschungsrahmenprogramm der EU (2007–2013).
Auch im aktuellen Förderprogramm Horizont 2020 für die Jahre 2014–2020, das neben der Forschungsförderung auch die Förderlinie des alten Rahmenprogramms für Wettbewerbsfähigkeit und Innovation und die Programme des Europäischen Instituts für Innovation und Technologie (EIT) umfasst, ist die Nutzung der PIC Pflicht. 
Beispiel: Der Participant Identification Code der Deutschen Universität für Verwaltungswissenschaften Speyer lautet PIC 921363619. 
Die Nutzung des PIC wurde inzwischen über den Bereich der Förderung von Forschung und Innovation ausgeweitet. So ist die Nutzung der PIC auch Pflicht für institutionelle Antragsteller für das große europäische Förderprogramm des Austausches von Studierenden, das Erasmus-Programm, und EU-Programme wie Creative Europe, Europe for Citizens und EU Aid Volunteers. Die Anmeldung erfolgt bei Erstanmeldung über das Education, Audio-visual, Culture, Citizenship and Volunteering Participant Portal.

## Legal Entity Appointed Representative (LEAR)
Jede Einrichtung, die eine PIC erhalten möchte, muss einen Legal Entity Appointed Representative (LEAR) (dt. sinngemäß: vom gesetzlichen Vertreter der Einrichtung benannter Vertreter) benennen. Diese Person ist 
- für die Europäische Kommission der Ansprechpartner in Bezug auf alle Fragen zum Rechtsstatus der Einrichtung,
- pflegt und aktualisiert die Daten der Einrichtung in der Teilnehmerdatenbank,
- hat durch umfassenden Einblick in die Daten seiner Einrichtung einen Überblick über die Beteiligung und Rolle seiner Einrichtung in verschiedenen Projekten.[6]

Ergänzend zu den Online-Angaben müssen der Kommission auch Originaldokumente vorgelegt werden:
- Ernennungsschreiben für den LEAR, Beschreibung von dessen Rolle entsprechende den Vorgaben, unterschrieben und gestempelt
- Kopien des Personalausweises oder Reisepasses mit Foto und Unterschrift des gesetzlichen Vertreters sowie des LEAR
- Berechtigungsschreiben, dass die Person, die den LEAR benennt, dazu auch berechtigt ist.

Neben dem LEAR als Hauptbevollmächtigten können weitere Einsichts- und Eingaberechte, insbesondere für die einzelnen Antragsteller auf Förderung für Projekte oder etwa für die Finanzabteilung einer Einrichtung vergeben werden.

## Prüfung der finanziellen Leistungsfähigkeit
Bei privaten Einrichtungen die größere Zuschüsse beantragen bzw. erhalten wird zuvörderst und später in Abständen auch die finanzielle Leistungsfähigkeit geprüft. Die Erlangung einer validierten PIC setzt für diese Gruppe von Antragstellern also weitere Angaben voraus.

## Validierung
Die Eigenregistrierung neuer Teilnehmer wird innerhalb der EU-Verwaltung geprüft durch den Validierungsservice, der bei der Research Executive Agency (REA) angesiedelt ist. Verträge über Finanzhilfen schließt die EU erst nach Validierung.